# Natural Agency
『Natural Agency』（ナチュラルエージェンシー）は、尾崎亜美の通算19作目のレギュラーアルバムである。1991年3月13日にポニーキャニオンからリリースされた。

## 背景
1980年代の尾崎は、とにかく曲を書き続けてヒット曲を生み出さなければならないというプレッシャーに苛まれ、その結果水を吸わなくなったスポンジのような状態に陥ったという。そこで選んだ答えが休業であった。その間に″桃姫″名義でのシングル「桃源郷からコンニチハ」をリリースし、本作は尾崎亜美名義のオリジナル・アルバムとしておよそ2年半ぶりのリリースとなった。シングル「Endless Dream」の英語バージョンを含む ″自然″をテーマにした全10曲が収録されている。
M-1「風のライオン」は、2001年に発売されたコラボレーション・アルバム『Amii-Phonic』では福山雅治と、2018年に発売されたアルバム『Life Begins at 60』では小坂忠とのデュエット・バージョンでセルフカバーされている。
M-3「Southern Cross」はシングルカットされ、本作と同日にリリースされた。
M-5「PEACH PARADISE」は「桃源郷からコンニチハ」の英語バージョン。

## 収録曲

### CD
| 全作曲: 尾崎亜美、全編曲: 尾崎亜美、ホーンアレンジ: Jerry Hey（M-8、M-9）。 |                                     |                                |            |      |
| #                                                                           | タイトル                            | 作詞                           | 作曲・編曲 | 時間 |
| 1.                                                                          | 「風のライオン」                    | 尾崎亜美                       | 尾崎亜美   | 4:17 |
| 2.                                                                          | 「Me, Naturally」                   | Chris Mosdell                  | 尾崎亜美   | 5:54 |
| 3.                                                                          | 「Southern Cross」                  | 尾崎亜美                       | 尾崎亜美   | 4:33 |
| 4.                                                                          | 「たとえば…」                       | 尾崎亜美                       | 尾崎亜美   | 4:41 |
| 5.                                                                          | 「PEACH PARADISE」(re-take version) | 尾崎亜美 / 訳詞：Chris Mosdell | 尾崎亜美   | 4:59 |
| 6.                                                                          | 「La Fiesta ～わたしの中の祭り～」  | 尾崎亜美                       | 尾崎亜美   | 4:11 |
| 7.                                                                          | 「Morning Rain」                    | 尾崎亜美                       | 尾崎亜美   | 5:23 |
| 8.                                                                          | 「New Precious World」              | 尾崎亜美                       | 尾崎亜美   | 3:42 |
| 9.                                                                          | 「地球少年は走る」                  | 尾崎亜美                       | 尾崎亜美   | 5:21 |
| 10.                                                                         | 「Endless Dream」(re-take version)  | 尾崎亜美 / 訳詞：James Udesky  | 尾崎亜美   | 5:05 |
| 合計時間:                                                                   | 合計時間:                           | 合計時間:                      | 48:06      |      |

## 参加ミュージシャン
- 山木秀夫：Drums
- 小原礼 / 美久月千晴：Bass
- Paul Jackson Jr. / Michael Thompson：E. Guitars, A. Guitars
- 今剛：E. Guitars
- 佐藤準：Keyboards, Tuning-metar solo
- 富田素弘：Keyboards
- 浜口茂外也：Percussions
- 松武秀樹 / 田久保誠一：Synthesizer Programming
- Jerry Hey / Gury E.Grant：Trumpet
- Kim Hutchcroft：Tenor Saxophone, Flute
- Brandon Fields：Alto Saxophone
- Amii & GLIGLIESⅢ：Chorus
- African Vocals：Chikuzen ″N'dour″ Satoh（SING LIKE TALKING）

## シングル

### 概要
表題曲「Endless Dream」は、NHK総合「子どもパビリオン」のエンディングテーマとして使用された。カップリングには同曲のオリジナル・カラオケを収録している。

### 収録曲
| 全作詞・作曲・編曲: 尾崎亜美。 |                                       |          |            |      |
| #                              | タイトル                              | 作詞     | 作曲・編曲 | 時間 |
| 1.                             | 「Endless Dream」                     | 尾崎亜美 | 尾崎亜美   | 5:02 |
| 2.                             | 「Endless Dream」(オリジナルカラオケ) | 尾崎亜美 | 尾崎亜美   | 5:02 |

### 概要
『Natural Agency』からのシングルカット。アルバムと同日発売された。カップリングには同曲のオリジナル・カラオケを収録している。

### 収録曲
| 全作詞・作曲・編曲: 尾崎亜美。 |                                        |          |            |      |
| #                              | タイトル                               | 作詞     | 作曲・編曲 | 時間 |
| 1.                             | 「Southern Cross」                     | 尾崎亜美 | 尾崎亜美   | 4:35 |
| 2.                             | 「Southern Cross」(オリジナルカラオケ) | 尾崎亜美 | 尾崎亜美   | 4:35 |

## 参考資料
- 長井英治:監修『日本の女性シンガー・ソングライター』シンコーミュージック・エンタテイメント〈ディスク・コレクション〉、2013年4月。ISBN 978-4401638048。